# إلينا لوهان
إلينا تايلور لوهان (بالإنجليزية: Ali Lohan)‏ (ولدت في 22 ديسمبر 1993) هي عارضة ازياء أمريكية وشخصية تلفزيونية، ومغنية وممثلة. وهي الشقيقة الصغرى للممثلة ليندسي لوهان.

## حياتها
ولدت في 22 ديسمبر1993، في مدينة نيويورك وقد عاشت في لونغ آيلاند هي المنطقة التي تعيش أفراد أسرتها فيها

## اعمالها

### افلام
| عام              | فيلم                                    | دور                          | ملاحظة                  |
| ---------------- | --------------------------------------- | ---------------------------- | ----------------------- |
| 1998 في الأفلام ‏ | ذي بارينت تراب                          | Girl in airport              | uncredited[بحاجة لمصدر] |
| 2000 في الأفلام ‏ | Life-Size                               | Girl in the football stadium | uncredited[بحاجة لمصدر] |
| قائمة أفلام 2003 | الجمعة العجيبة                          | Girl in the wedding party    | uncredited[بحاجة لمصدر] |
| 2008             | Mostly Ghostly: Who Let the Ghosts Out? | Traci Walker                 |                         |

### تلفاز
| عام   | عنوان                   | دور   | ملاحظة                 |
| ----- | ----------------------- | ----- | ---------------------- |
| 2005  | E! True Hollywood Story | نفسها | Episode: Lindsay Lohan |
| 2008  | Living Lohan            | نفسها | Reality TV             |
| 2011 ‏ | مواكبة عائلة كارداشيان  | نفسها | 2 episodes             |

## روابط خارجية
- إلينا لوهان على موقع IMDb (الإنجليزية)
- إلينا لوهان على موقع ألو سيني (الفرنسية)
- إلينا لوهان على موقع ميوزك برينز (الإنجليزية)
- إلينا لوهان على موقع أول موفي (الإنجليزية)
- إلينا لوهان على موقع أول ميوزيك (الإنجليزية)
- إلينا لوهان على موقع ديسكوغز (الإنجليزية)
- إلينا لوهان على موقع قاعدة بيانات الفيلم (الإنجليزية)
- إلينا لوهان على موقع كينوبويسك (الروسية)